# Modrzewie (Basse-Silésie)
Pour les articles homonymes, voir Modrzewie.
Modrzewie est une localité polonaise de la gmina de Wleń, située dans le powiat de Lwówek Śląski en voïvodie de Basse-Silésie.